# Pach Brothers

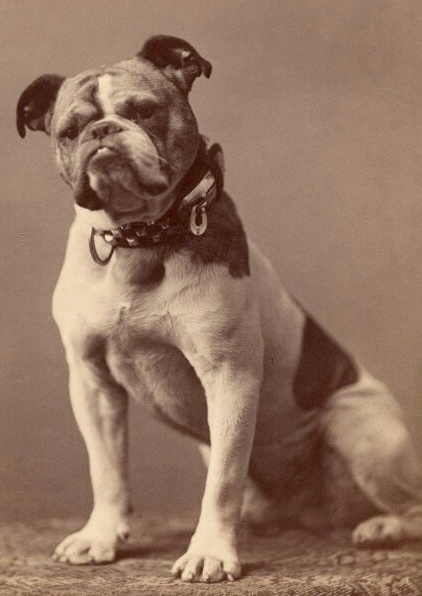
„Handsome Dan I“, das Maskottchen der Yale University. Foto Pach Brothers, 1889

Pach Brothers war ein US-amerikanisches Fotostudio, das 1868 von den in Deutschland geborenen Brüdern Gustavus, Gotthelf und Morris Pach gegründet wurde. Es hatte bis 1994 in New York an verschiedenen Standorten seinen Sitz. 

## Geschichte
Die ersten Fotografen und Gründer des Studios Pach Brothers in New York waren Gustavus Pach (1848–1904), Gotthelf Pach (1852–1925) und Morris Pach (1837–1914). Die in Berlin geborenen Brüder kamen bereits als Babys nach New York und begannen ihre fotografische Karriere als Jugendliche Mitte der 1860er Jahre; sie nahmen Bewohner der ihrer Wohnung benachbarten Straßen auf, wie später ihre Nachrufe in Zeitungen berichteten. Das 1868 in Long Branch gemeinsam gegründete Fotostudio gab den Brüdern die Möglichkeit, Porträts der reichen Familien von George W. Childs und Anthony Joseph Drexel aus Philadelphia sowie dessen Freund Ulysses S. Grant, ab 1869 Präsident der Vereinigten Staaten, anzufertigen. Sie unterstützten die Gründung des Studios auf dem Gelände des United States Hotel mit der mobilen, von einem Pferd gezogenen Dunkelkammer. Ein vierter Bruder, Oscar Pach (1850–1903) kam 1873 in die Vereinigten Staaten und arbeitete als Business Manager für die Firma. Die Pach Brothers fertigten auch mit folgenden Generationen in ihrem Studio Fotos von Personen aus allen Schichten an, darunter Politiker, Geschäftsleute, Wissenschaftler und Künstler sowie Familien und deren Kinder sowie von Gebäuden und Kunstgegenständen.
Am 16. Februar 1895 brach im Studio ein vernichtendes Feuer aus, zu diesem Zeitpunkt lagen die Räume im obersten Geschoss des Gebäudes am 535 und 537 Broadway. Verletzte gab es nicht, doch das gesamte Negativarchiv, in dem das Feuer ausgebrochen war, wurde zerstört. Pach Brothers setzten ihre Arbeit jedoch noch fast ein Jahrhundert lang bis zum Jahr 1994 fort.
Eine umfangreiche Fotokollektion der Pach Brothers gehört zum Bestand der New York Historical Society, New York.
Ein Sohn von Gotthelf Pach war Walter Pach, ein US-amerikanischer Künstler, Ausstellungsmacher und Kunstkritiker. Er arbeitete von 1909 bis 1914 als Kolorist im Pach-Studio und gehörte zu den Organisatoren der legendären Armory Show, die 1913 in New York eröffnet wurde.

## Galerie

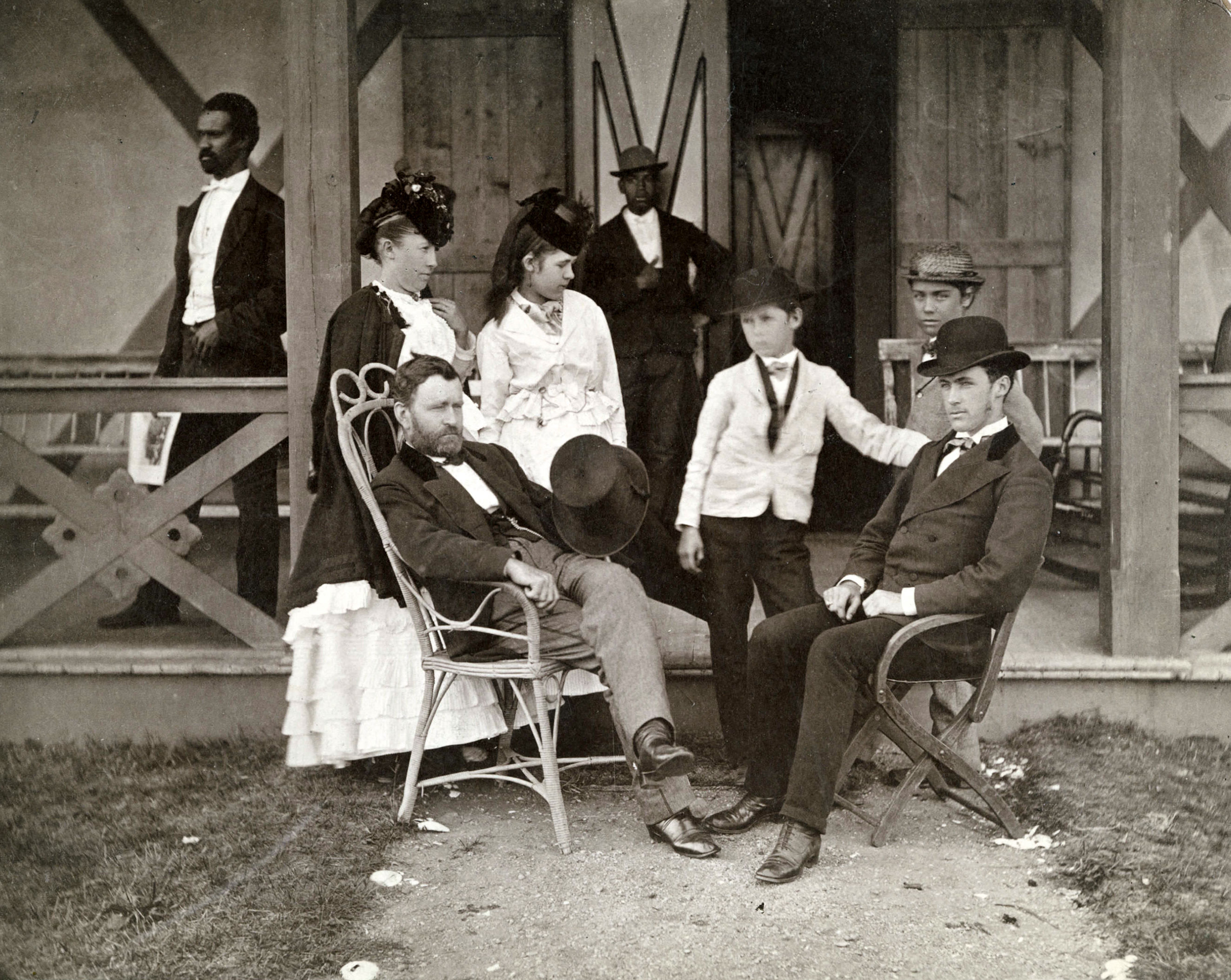
Ulysses Grant und Familie, 1870
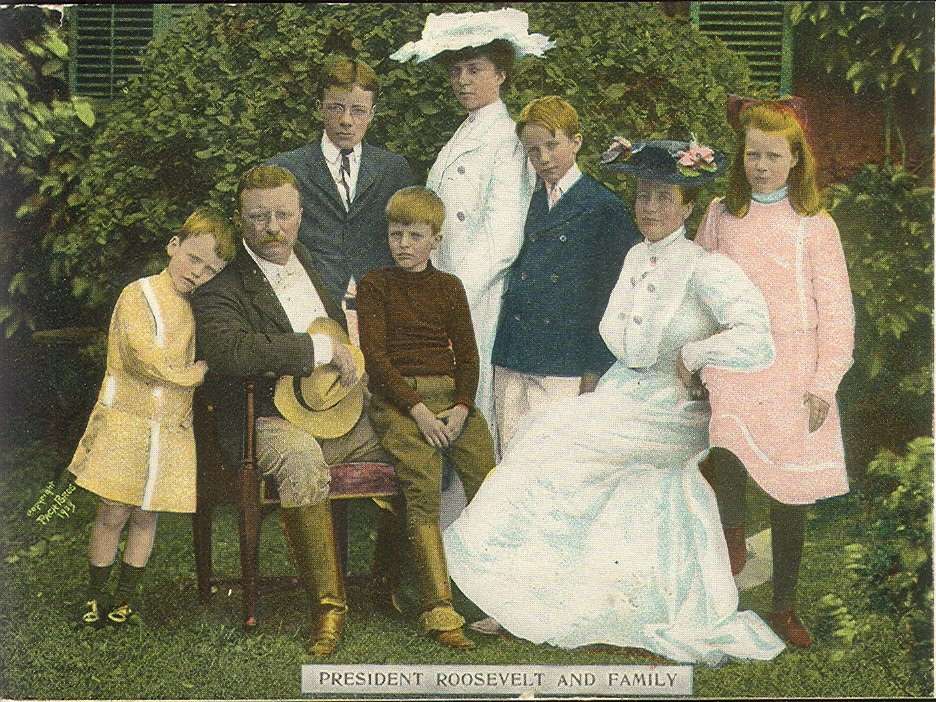
Familie Roosevelt, 1903
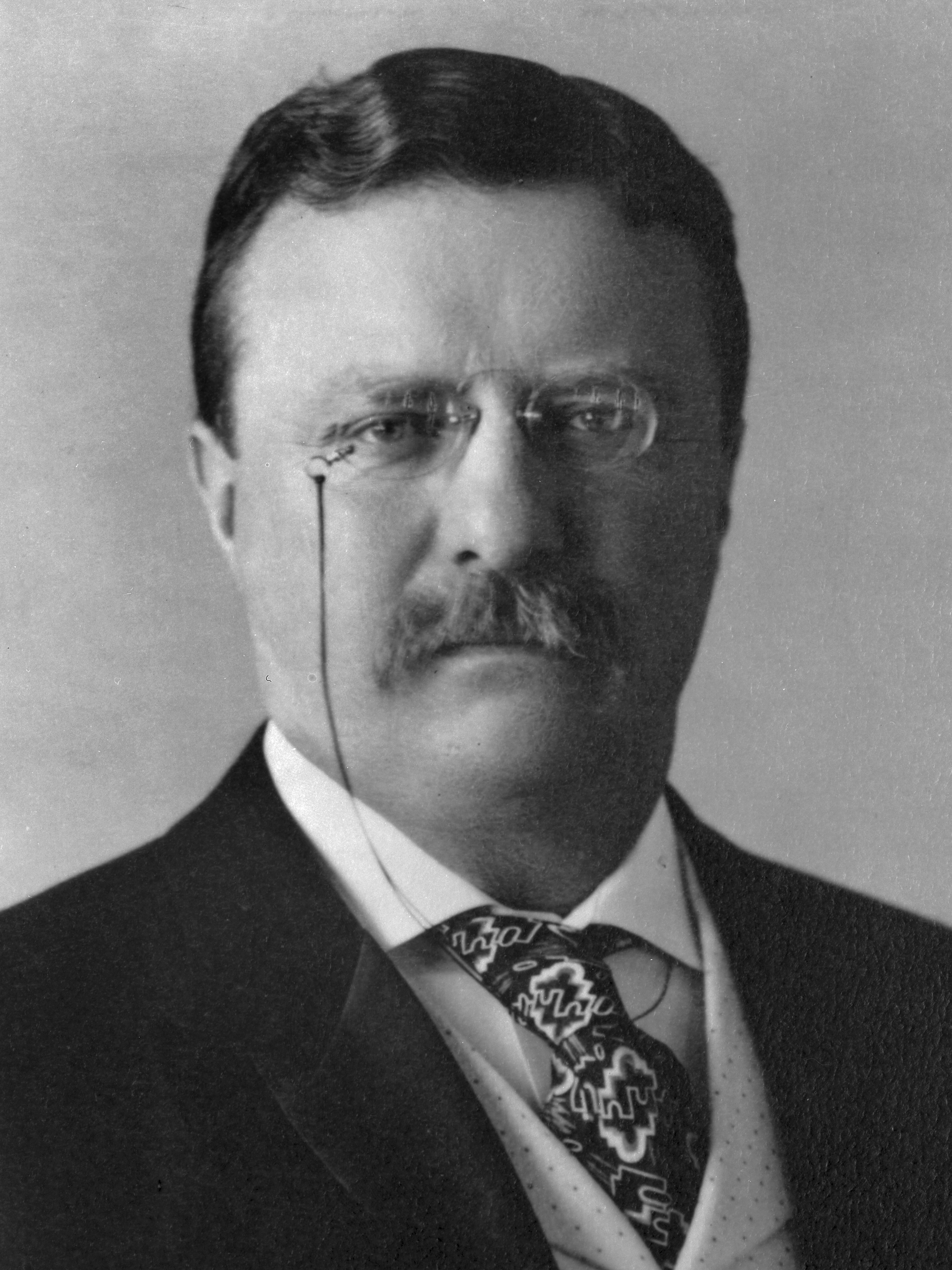
Präsident Theodore Roosevelt, 1904
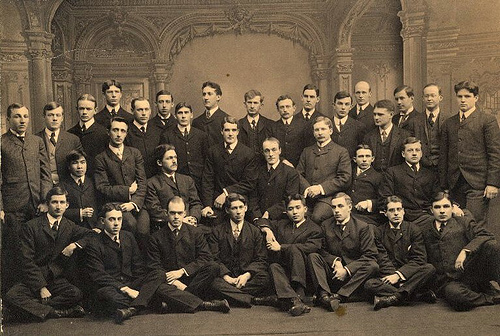
Studenten der Yale University, 1904
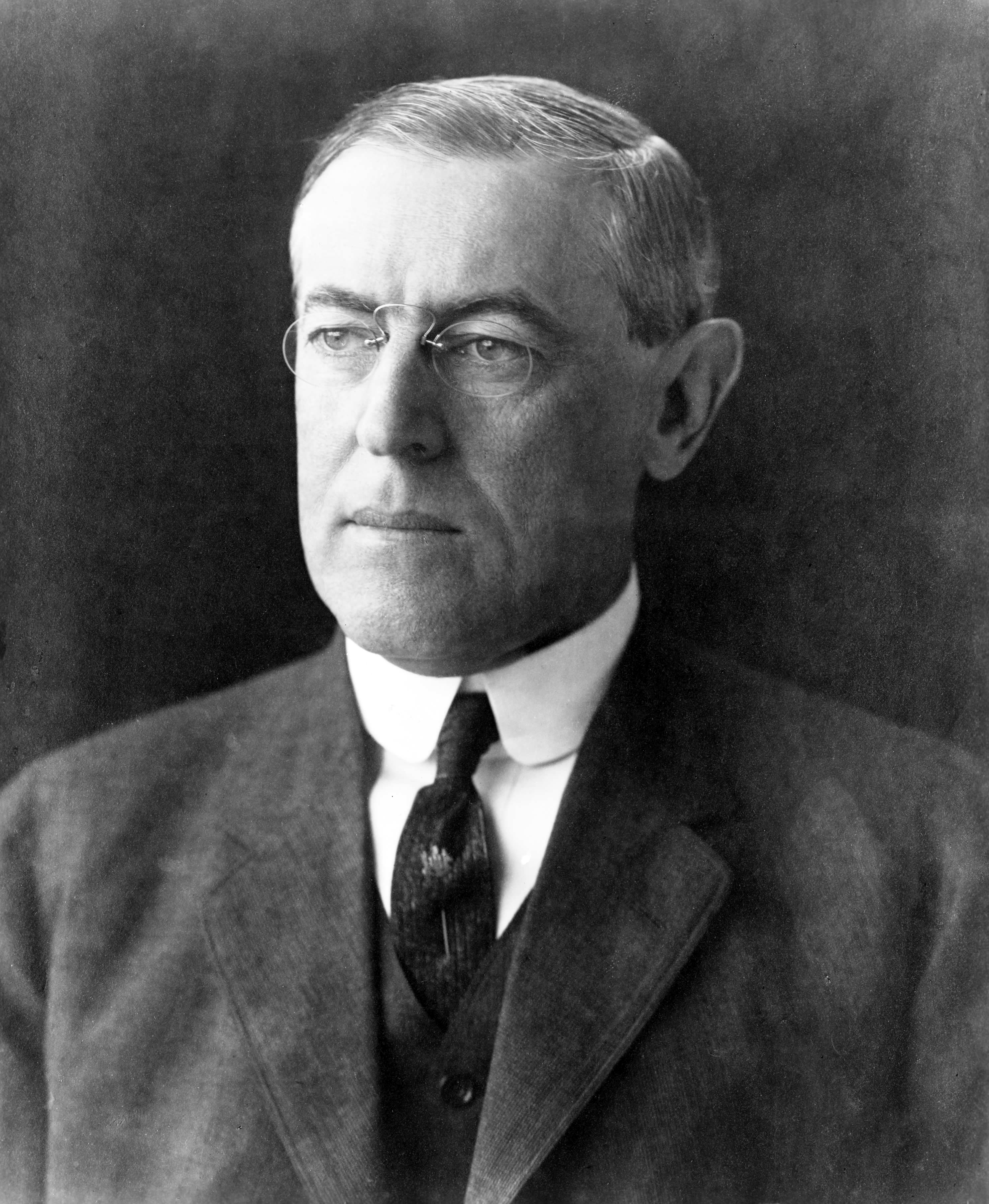
Präsident Woodrow Wilson, 1912